# Trọng Tấn
Vũ Trọng Tấn (* 1976 in Thanh Hóa) ist ein vietnamesischer Sänger. 

## Leben
Trọng Tấn studierte nach einer vergeblichen Bewerbung an der Militärakademie Gesang bei Trần Hiếu am Konservatorium Hanoi (heute: Nationale Musikakademie Vietnam; Học viện Âm nhạc  Quốc gia Việt Nam), wo er seit dem Abschluss des Studiums selbst Gesang unterrichtet. Bekannt wurde er, nachdem er erste Preise beim Gesangswettbewerb von Hanoi (1997) und beim Gesangswettbewerb des vietnamesischen Fernsehens (1999) gewonnen hatte. Mit seinen Partnern Đăng Dương und Việt Hoàn profilierte er sich insbesondere als Interpret der revolutionären vietnamesischen "Roten Musik" (Nhạc đỏ), was ihm den Titel "Prinz der Roten Musik (Hoàng tử nhạc đỏ) brachte.

## Diskographie
- Một Chặng Đường
- Rặng Trâm Bầu
- Tình Yêu Trên Dòng Sông Quan Họ